# Knut (bat)

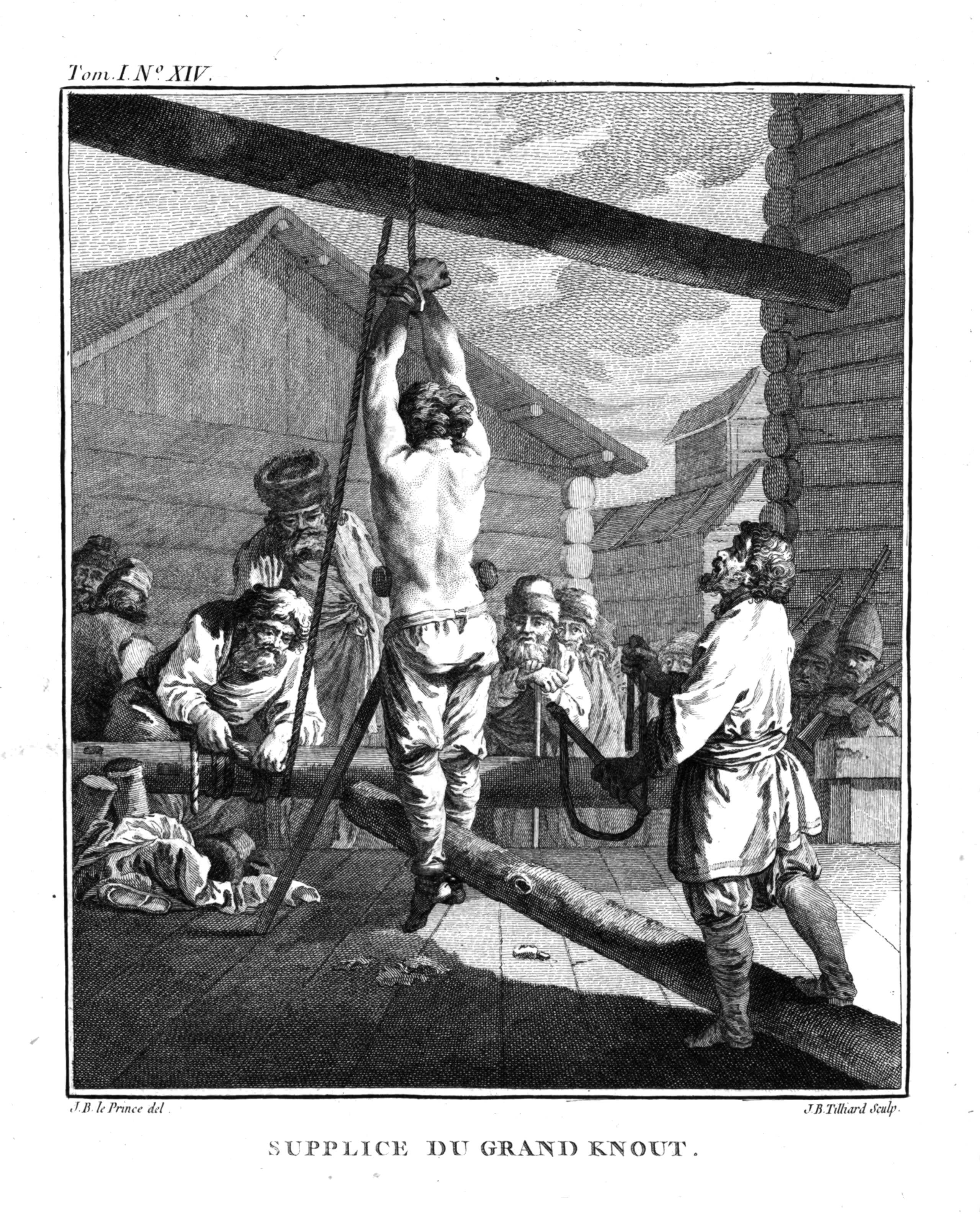

Knut (bat) – rodzaj bicza, harap. Jest to kilka splecionych ze sobą rzemieni przymocowanych do drewnianej rękojeści. 
Wyraz podobnie jak kajdany zapożyczony w XVI wieku z języka rosyjskiego.